# Reinhard Schulze
Reinhard Schulze (* 29. Januar 1953 in West-Berlin) ist ein deutsch-schweizerischer Islamwissenschaftler. Er lehrte von 1995 bis zu seiner Emeritierung 2018 als Professor für Islamwissenschaft und Neuere Orientalische Philologie an der Universität Bern.

## Leben
Schulze besuchte die Grundschule in Frankreich und kam im Alter von 12 Jahren zurück nach Deutschland. Er studierte von 1974 bis 1981 Orientalistik und Islamwissenschaft, Romanistik und Linguistik an der Universität Bonn. Er promovierte 1981 dort mit einer Dissertation über die Rebellion der ägyptischen Fallahin. Seine Lehrer in Bonn waren Werner Schmucker und Stefan Wild. Seine Habilitation erfolgte mit Hilfe eines DFG-Stipendiums 1987 mit Untersuchungen zur Geschichte der Islamischen Weltliga. Das Thema wurde ihm von Werner Ende vorgeschlagen. 
Von 1987 bis 1992 wirkte er als Professor für Orientalische Philologie an der Ruhr-Universität Bochum, zwischen 1992 und 1995 als Professor für Islamwissenschaft und Arabistik an der Universität Bamberg. Ab 1995 bis zu seiner Emeritierung 2018 war er ordentlicher Professor für Islamwissenschaft und Neuere Orientalische Philologie an der Universität Bern.
Laut Florian Zemmin, Professor für Islamwissenschaft an der Freien Universität Berlin, hat sich Schulze spätestens mit Die Geschichte der Islamischen Welt als Experte für die Geschichte der islamischen Moderne etabliert. Dieses Buch wurde ins Italienische (1998), Englische (2000), Tschechische (2007) und Persische (2010) übersetzt.
Im Vorhandensein ökonomischer Prosperität resp. im Fehlen derselben sieht er einen entscheidenden Faktor dafür, ob sich junge Menschen in Europa dem IS anschließen oder nicht.
Die Schrift, die 2018 zu seiner Emeritierung erschien, rückt das Thema, das ihm zeitlebens am Herzen lag, in den Vordergrund: das Verhältnis zwischen Islam und Moderne.
Von 2018 bis 2023 war er Leiter des Forums Islam und Naher Osten an der Universität Bern.
Er ist der Zwillingsbruder des Sprachwissenschaftlers Wolfgang Schulze.

## Positionen und Reaktionen

### Islamische Aufklärung
Schulze fordert eine „kulturtheoretische Neubestimmung“ der deutschen Islamwissenschaft. Kultur sei heute „der Ordnungsbegriff par excellence“. Er vertritt die These einer „islamischen Aufklärung“, die er 1990 erstmals in seinem Artikel „Das islamische 18. Jahrhundert. Versuch einer historiographischen Kritik“ formulierte und in seinem Aufsatz „Was ist die islamische Aufklärung?“ von 1996 nochmals verteidigte.
Zu Beginn seines letztgenannten Aufsatzes verweist Reinhard Schulze auf die im Bewusstsein der Öffentlichkeit weit verankerte These, der Islam kenne keine Aufklärung. Durch diese Negativabgrenzung des Islam von der Moderne erscheint die Aufklärung im Kontext aktueller Diskussionen „wie ein Sammelbegriff für eine kulturelle Identität, die im Rahmen eines evolutionär gedachten Kulturverständnisses den höchsten Entwicklungspunkt markiert“, woran der Islam aber keinen Anteil habe.
Dieser These will Schulze entgegentreten, nicht indem er das Gegenteil behauptet, der Islam kenne sehr wohl eine Aufklärung, sondern indem er mithilfe von Strukturanalogien zwischen dem islamischen und dem europäischen 18. Jahrhundert aufzeigen möchte, dass zur Zeit des christlichen 18. Jh. in der islamischen Welt autochthone historiographische Traditionen vorhanden gewesen seien, die eine Aufklärung auch in der islamischen Welt möglich gemacht hätten. Doch Napoleons Ägyptenfeldzug 1798 und die folgende Kolonialisierung der islamischen Welt markierten einen „Bruch“ dieser autochthonen Traditionen, die nun keine Durchschlagskraft mehr in der islamischen Welt entwickeln konnten. Im globalen Diskurs über die Moderne gilt seither für muslimische Intellektuelle die Zuschreibung: „Das faktische Aufgeklärt-Sein der ‚orientalischen Diskussionsteilnehmer‘ wird in guter alter kolonialer Manier als ‚Leihgabe des Westens‘ an die islamische Welt interpretiert.“
Als Grundlagen für einen Aufklärungsprozess, wie er sich in Europa vollzogen hat, bestimmt Schulze folgende vier Voraussetzungen:
1. eine Korrelation zwischen monistischer Mystik und Rationalität,
2. den Wandel von einer zweidimensionalen, theozentrischen zu einer eindimensionalen, anthropozentrischen Weltsicht,
3. den Willen, neu, originär und zugleich originell sein zu wollen,
4. die Emanzipation des Bürgertums und die Herausbildung der sozialen Dichotomie von citoyen und bourgeois.[11]

Diese Voraussetzungen erblickt er für Europa im Pietismus, in der Mystik und im rationalistischen Empirismus und meint, sie strukturanalog auch in der islamischen Tradition gefunden zu haben, welche er in seinem Aufsatz darstellt.

### Kritik
Schulzes Schriften lösten in der Islamwissenschaft eine Diskussion über die Deutung der islamischen Geschichte des 18. Jahrhunderts aus. Seine These, man finde in der islamischen Welt des 18. und 19. Jahrhunderts eine Aufklärung, die der westlichen ähnele, wurde stark kritisiert, nicht nur von Bernd Radtke (Utrecht), einem Schüler von Fritz Meier, sondern auch in einem Aufsatz der beiden Islamwissenschaftler Gottfried Hagen (Ann Arbor, Michigan) und Tilman Seidensticker (Jena). So kritisiert Radtke Schulzes Verständnis vom Neu-Sufismus, in welchem dieser eine autochthone islamische Tradition erblickt, die für einen Aufklärungsprozess notwendig sei. Aus Ahmad ibn Idris’ Schriften geht für Schulze hervor, dass die Neo-Sufisten den iǧtihād bejahten, was für ihn Beleg für den Gebrauch der eigenen Vernunft ist. Radtke weist darauf hin, dass die Quelle den gesunden Menschenverstand mit „fahm“ bezeichnet und nicht mit raʾy. Letzteres bezeichnet die rationale Fähigkeit des Menschen, und gerade diese soll auf dem Weg des Wissens eben nicht angewandt werden. Denn sie entstamme der niederen Natur des Menschen, die sich in letzter Konsequenz auf sich selbst verlässt, und das ist für Ahmad ibn Idris „Abgötterei“ (širk). Tilman Nagel meinte, bei jener These handele es sich indes „um die – z. T. philologisch unhaltbare, ja sogar krass falsche – Auslegung einiger weniger aus dem Zusammenhang gerissener Sätze oder Verszeilen arabischer Autoren des 18. Jahrhunderts nach Maßgabe“ ebendieser These. Während Schulze einerseits für eine Eintragung der europäischen Epochenbezeichnung „Aufklärung“ in die Geschichte der islamischen Welt plädiere, kritisiere er andererseits die Übertragung des christlichen Begriffs „Fundamentalismus“ auf die islamischen Bewegungen der Moderne.
Auch Schulzes Geschichte der islamischen Welt im 20. Jahrhundert wurde von Tilman Nagel verrissen. Sie sei „ein beklemmendes Beispiel“ dafür, „dass an der Stelle gesicherten, aus den einschlägigen Quellen ermittelten Wissens ideologische Versatzstücke schlichtesten Zuschnitts zur Grundlage weitreichender Deutungen gewählt werden“. Nagel warf Schulze einen Mangel an Kenntnis der Quellen vor. Schulze deute „in der zur Zeit geforderten politisch korrekten Manier den sogenannten islamischen Fundamentalismus als die giftige Frucht allein des kolonialen Griffs europäischer Mächte nach der islamischen Welt (…), der die dort abrollende, der europäischen analoge Entwicklung zur ‚Selbstbefreiung des Menschen‘ störte und die islamischen Intellektuellen nötigte, den ‚Islam in seiner idealisierten Urform (…) als Gegengewicht zur europäischen Identität‘ aufzubauen“. Nagel hält diese Deutung für falsch.
Für Talal Asad, Professor an der Universität New York, ist Die Geschichte der islamischen Welt „das beeindruckendste Werk seiner Art und eine unverzichtbare Lektüre für das Verständnis der Welt von heute.“

## Schriften (Auswahl)
- Die Rebellion der ägyptischen Fallahin 1919: Zum Konflikt zwischen der agrarisch-orientalischen Gesellschaft und dem kolonialen Staat in Ägypten 1820 - 1919 (=Studien zum modernen islamischen Orient, Teil 1). Berlin: Baalbek, 1981, ISBN 3-922876-30-4, ISBN 978-3-86093-124-0, Digitalisat MENAdoc, zugleich Dissertation, Universität Bonn, 1981.
- Islamischer Internationalismus im 20. Jahrhundert. Untersuchungen zur Geschichte der Islamischen Weltliga. Brill, Leiden 1990, ISBN 90-04-08286-7 (Habilitationsschrift, Universität Bonn, 1987).
- Das islamische achtzehnte Jahrhundert. Versuch einer historiographischen Kritik. In: Die Welt des Islams. Bd. 30 (1990), S. 140–159.
- Was ist die islamische Aufklärung? In: Die Welt des Islams. Bd. 36 (1996), S. 276–325.
- Geschichte der islamischen Welt im 20. Jahrhundert. Beck, München 1994; erweiterte Fassungen 2002 und 2016:
  - Geschichte der islamischen Welt von 1900 bis zur Gegenwart. Beck, München 2016, ISBN 978-3-406-68855-3.
- Religiöser Pluralismus und europäischer Islam, in: Robertson-von Trotha, Caroline Y. (Hrsg.): Europa in der Welt – die Welt in Europa (= Kulturwissenschaft interdisziplinär/Interdisciplinary Studies on Culture and Society, Bd. 1), Baden-Baden 2006, ISBN 978-3-8329-1934-4